# Get Rich or Die Tryin’ (ścieżka dźwiękowa)
Get Rich or Die Tryin’ – ścieżka dźwiękowa autorstwa 50 Centa do filmu Get Rich or Die Tryin’.
Ścieżka dźwiękowa w pierwszym tygodniu została sprzedana w ilości 317.000 egzemplarzy. W grudniu 2005 roku album został zatwierdzony jako platyna przez stowarzyszenie RIAA.

## Lista utworów
| Nr | Tytuł                                     | Wykonawca   | Gościnnie                               | Producent                             | Długość |
| -- | ----------------------------------------- | ----------- | --------------------------------------- | ------------------------------------- | ------- |
| 1  | „Hustler’s Ambition”                      | 50 Cent     |                                         | B-Money „B$”                          | 3:57    |
| 2  | „What If”                                 | 50 Cent     |                                         | Nick Speed                            | 3:05    |
| 3  | „Things Change”                           | Spider Loc  | 50 Cent & Lloyd Banks                   | Black Jeruz & Sha Money XL            | 3:59    |
| 4  | „You Already Know”                        | Lloyd Banks | 50 Cent & Young Buck                    | The Outfit                            | 4:15    |
| 5  | „When Death Becomes You”                  | M.O.P.      | 50 Cent                                 | Kickdrum Productions & Recognize Reel | 3:05    |
| 6  | „Have a Party”                            | Mobb Deep   | 50 Cent & Nate Dogg                     | Fredwreck                             | 3:55    |
| 7  | „We Both Think Alike”                     | 50 Cent     | Olivia                                  | DJ Khalil                             | 3:05    |
| 8  | „Don't Need No Help”                      | Young Buck  |                                         | Hi-Tek & Jonathan Rotem               | 2:50    |
| 9  | „Get Low”                                 | Lloyd Banks |                                         | All-Star                              | 3:56    |
| 10 | „Fake Love”                               | Tony Yayo   |                                         | K.O.                                  | 3:20    |
| 11 | „Window Shopper”                          | 50 Cent     |                                         | C. Styles & Sire                      | 3:10    |
| 12 | „Born Alone, Die Alone”                   | Lloyd Banks |                                         | Havoc                                 | 3:00    |
| 13 | „You a Shooter”                           | Mobb Deep   | 50 Cent                                 | Sha Money XL                          | 3:05    |
| 14 | „I Don’t Know Officer”                    | 50 Cent     | Lloyd Banks, Prodigy, Spider Loc & Ma$e | Jake One                              | 4:32    |
| 15 | „Talk About Me”                           | 50 Cent     |                                         | Dr. Dre & Mike Elizondo               | 3:41    |
| 16 | „When It Rains, It Pours”                 | 50 Cent     |                                         | Dr. Dre, Che Vicious & Mike Elizondo  | 4:02    |
| 17 | „Cloud 9” (dodatkowy utwór)               | Olivia      | 50 Cent                                 | Solomon                               | 4:19    |
| 18 | „Best Friend” (dodatkowy utwór)           | 50 Cent     | Olivia                                  | Hi-Tek                                | 4:11    |
| 19 | „I’ll Whip Ya Head Boy” (dodatkowy utwór) | 50 Cent     | Young Buck                              | Ron Browz                             | 3:56    |